# Tetrahidrokanabinol-C4
Tetrahidrokanabinol-C4 (tetrahydrocannabinol-C4 (THC-C4) ili butil-THC (butyl-THC), je homolog tetrahidrokanabinola (THC), aktivnog jedinjenja kanabisa. Oni se razlikuju po tome što je pentil bočni lanac zamenjen butil bočnim lancom. Nije poznato da li je THC-C4 agonist, parcijalni agonist, ili antagonist kanabinoidnih receptora.